# Osteocephalus pearsoni
Osteocephalus pearsoni és una espècie de granota que es troba a Bolívia, el Brasil i el Perú.
Està amenaçada d'extinció per la pèrdua del seu hàbitat natural.